# Willey (Warwickshire)
Willey is een civil parish in het bestuurlijke gebied Rugby, in het Engelse graafschap Warwickshire met 155 inwoners.